# 2745 San Martin
2745 San Martin је астероид главног астероидног појаса чија средња удаљеност од Сунца износи 2,287 астрономских јединица (АЈ).
Апсолутна магнитуда астероида је 13,2.